# Panda Eyes
Oskar Steinbeck, mais conhecido pelo seu nome artístico Panda Eyes, é um compositor, produtor musical e DJ suíço.

## Carreira
Panda Eyes começou sua carreira em 2014, lançando singles como "Snake Bite", "Rainbow Road" e "The Elite", com OmegaMode. Em 2015, com uma crescente base de fãs online, lançou "Antipixel" e "Immortal Flame", com a participação da vocalista Anna Yvette e Teminite. No ano seguinte, lançou o álbum Kiko; uma faixa, "Highscore", com Teminite, foi um sucesso modesto nos serviços de streaming, ultrapassando 1,1 milhão de streams em 2016.
Enquanto trabalhava em seu álbum de estreia em 2017, Oskar foi diagnosticado com uma doença autoimune, o que o desmotivou e o fez quase desistir de sua carreira. O nome de seu álbum, Continue, é uma mensagem para não desistir e continuar tentando. No álbum se encontram músicas calmas e relaxantes até músicas brutais e psicodélicas.
Em maio de 2018, ele entrou para a gravadora Disciple, lançando o EP Isolation. No mês seguinte, lançou "Triforce" com Barely Alive e Virtual Riot. Em julho, lançou "Opposite Side".
Em setembro de 2019, lançou o EP Society, que teve recepção positiva. Em 13 de novembro de 2019, Panda Eyes foi nomeado artista destacado no jogo eletrônico osu!.

## Estilo musical
No início de sua carreira, Panda Eyes reunia elementos de chiptune, dubstep e outros gêneros de bass music para formar o seu próprio estilo de glitch hop. Citou como influências principais Skrillex, Savant, Deadmau5, Alvin Risk e Virtual Riot. Em 2016, ele nomeou Nero, Rusko e Knife Party como gatilhos que mudaram ele para o dubstep e o duo francês Justice como sua principal inspiração para ir para música eletrônica.

## Discografia
- Continue (2017)